# Анламані
Анламані (д/н — 600 до н. е.) — цар Куша в 620–600 роках до н. е.

## Життєпис
Син Сенкаманіскена, царя Куша, та Насалси, доньки царя Атланерси. Після смерті батька близько 620 року до н. е. став новим царем. Церемонія сходження на трон відбувалося у м. Гематон. Сприяв призначенню своїх сестер жрицями Амона в храмі на горі Баркал.
Розпочав активні походи проти кочових племен на південь від царства, що стали здійснювати напади на його володіння. В результаті вдалося змццнити Куш та посилити свій авторитет. Помер близько 600 року до н. е. Йому спадкував молодший брат Аспелта.